# Ager
Az Ager a Traun bal oldali mellékfolyója Felső-Ausztriában. A II. világháború utáni időszakban a környező ipari üzemek miatt vize erősen szennyezett volt; ma a víztisztításnak köszönhetően jobb a helyzet.

## Földrajz
Az Attersee lefolyásaként ered Schörfling am Attersee és Seewalchen am Attersee között. Mellékfolyói a Vöckla (Vöcklabrucknál), az Aurach (Wanckhamnál) és az Ottnanger Redlbach (nem sokkal Schwanenstadt előtt). Lambach és Stadl-Paura határvizeként ömlik a Traunba.
Az Attersee mellett a Mondsee, az Irrsee (Zeller See) és a Fuschlsee vizét is levezeti, amelyeket rövid patakok kötnek össze egymással.

## Fordítás
- Ez a szócikk részben vagy egészben az Ager című német Wikipédia-szócikk ezen változatának fordításán alapul.  Az eredeti cikk szerkesztőit annak laptörténete sorolja fel. Ez a jelzés csupán a megfogalmazás eredetét és a szerzői jogokat jelzi, nem szolgál a cikkben szereplő információk forrásmegjelöléseként.